# Ugadi
Ugadi,Yugādi, Ugādi o Samvatsarādi ( canarés: ಯುಗಾದಿ, telugú: ఉగాద ) es el día de Año Nuevo para los poblados de Decán con religión hindú, en el sur de la India.
La palabra Ugadi deriva del sánscrito yuga (edad) y Adi (inicio): "el comienzo de una nueva era". La fecha exacta se celebra un día diferente cada año debido a que el calendario hindú es un calendario lunisolar; el ugadi marca el primer día del nuevo año y conforme a ello, el Shaka Samvat empieza con el mes de chaitra, en marzo o abril.